# Виноградов, Виктор Алексеевич (лингвист)
Ви́ктор Алексе́евич Виногра́дов (4 марта 1939, Барнаул — 17 сентября 2016, Москва) — советский и российский лингвист, доктор филологических наук, профессор, член-корреспондент РАН (2006). Председатель экспертной комиссии РСОШ по иностранным языкам. Автор работ по фонологии, методике преподавания русского языка, социолингвистике, типологии языков Африки. Заместитель главного редактора и один из основных авторов «Лингвистического энциклопедического словаря».

## Биография
Окончил Ужгородский государственный университет. Кандидатскую диссертацию «Сингармонизм и фонология слова» защитил под руководством А. А. Реформатского в 1966 году в Институте языкознания АН СССР. Работал в Институте языкознания, сначала в секторе структурной и прикладной лингвистики под руководством А. А. Реформатского, после вынужденного ухода А. А. Реформатского на пенсию работал в секторе африканских языков. С 1988 года возглавлял сектор (затем отдел) африканских языков.
Докторская диссертация на тему «Категориальная типология и языковой тип» защищена в 1993 году в форме научного доклада по опубликованным работам.
В 2001—2012 годах — директор Института языкознания. Был заместителем главного редактора журнала «Вопросы языкознания», членом редакционной коллегии журнала «Известия РАН. Серия литературы и языка».
В 2010 году был издан юбилейный сборник статей к 70-летию В. А. Виноградова. В марте 2019 г. прошли чтения «Африканистика, типология, теория языка», приуроченные к 80-летию со дня рождения В. А. Виноградова.
Супруга — лингвист Н. В. Васильева.
Умер 17 сентября 2016 года. Похоронен на Ясеневском кладбище.

## Научная деятельность
Ранние работы — в основном по фонологии и фонетической типологии; в дальнейшем занимался типологическими исследованиями на материале африканских языков (бамилеке, сонгай, сусу, бантоидные языки и др.). В монографии «Социолингвистическая типология: Западная Африка» (1984, в соавторстве с А. И. Коваль и В. Я. Порхомовским) намечены контуры типологии языковых ситуаций на материале стран Западной Африки. Это одна из немногих работ по социолингвистике советского периода, свободная от политической конъюнктуры.
Был ответственным редактором многотомного издания «Основы африканского языкознания».
Принял активное участие в подготовке продолжающейся серии «Языки мира».
Был заместителем главного редактора и одним из основных авторов «Лингвистического энциклопедического словаря» (Государственная премия Российской Федерации в области науки и техники 1995 года).

## Основные работы
- Виноградов В. А., Коваль А. И., Порхомовский В. Я. Социолингвистическая типология: Западная Африка. М., 1984.
  - Виноградов В. А., Коваль А. И., Порхомовский В. Я. Социолингвистическая типология: Язык и общество; Типология коммуникативных сред; Генерализация коммуникативных сред и др. Изд. 2-е, испр., доп. М.: ЛКИ, 2008.
  - Виноградов В. А., Коваль А. И., Порхомовский В. Я. Социолингвистическая типология. Изд. 3-е, стереот. 2009.
- Васильева Н. В., Виноградов В. А., Шахнарович А. М. Краткий словарь лингвистических терминов. — М.: Русский язык, 1995. — 176 с. — ISBN 5-200-02243-6.
  - 2-е изд. 2003;
- Виноградов В. А. Лингвистика и обучение языку. М.: Academia, 2003. 370 с.
- Виноградов В. А. Исследования по грамматике африканских языков. М., 2006. 2-е изд.: М., 2011.
- Виноградов В. А. Статьи по общему языкознанию, компаративистике, типологии (Сост. и ред. Красухин К. Г.). М.: ЯСК, 2018. 544 с. ISBN 978-5-907117-18-1